# Vorstreit
Als Vorstreit oder Vorstritt bezeichnete man im Mittelalter das erste Aufeinandertreffen von Rittern oder anderen Waffenträgern in einer Fehde oder Schlacht. Dem Anführer des Vorstreits des Reichsheeres übereignete der König mit der Reichssturmfahne auch das damit verknüpfte Lehen, bestehend aus Grafschaft, Reichsburg und Stadt Grüningen (heute Markgröningen).

## Hintergrund

### Entscheidung oft im Vorstreit
Feldschlachten und Auseinandersetzungen im Rahmen einer Fehde liefen nach einem weitgehend festen Ritual ab; auf Taktik wurde dagegen auf dem Schlachtfeld nur untergeordneter Wert gelegt, der Heerführer wies den einzelnen Bannerträgern – und damit den ihnen zugeordneten "Haufen" – lediglich ihren Aufstellungsplatz vor der Schlacht zu.
Dabei galt es den Rittern als besonders ehrenvoll, zum Vorstreit bzw. Vorstritt eingeteilt zu werden. Da in den damaligen Feldschlachten meist schon das erste Aufeinandertreffen die Schlacht entschied – es machte die Kräfteverhältnisse deutlich, worauf der zahlenmäßig Unterlegene daraufhin zumeist den Rückzug antrat –, fiel auch der meiste Ruhm auf die Ritter, die an diesem Vorstreit teilgenommen hatten.

### Schwäbisches Vorstreitrecht

Ausschnitt der Reichssturmfahne mit abgeschnittenem roten Wimpel

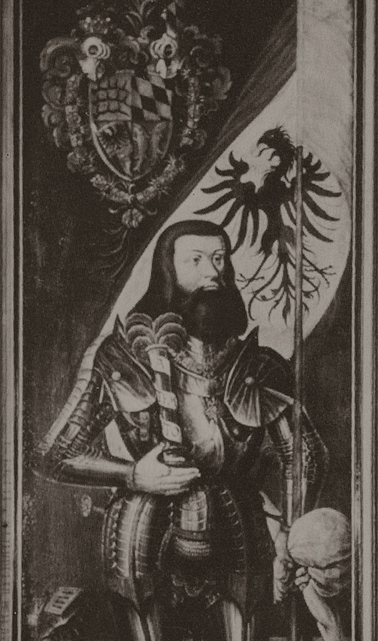
Herzog Eberhard I. von Württemberg mit der Reichssturmfahne (1495) und dem vierteiligen Herzogswappen (Herzogtum Teck und die Grafschaften Württemberg, Grüningen und Mömpelgard) im Hintergrund

Im Heiligen Römischen Reich beanspruchten die Grafen und Ritter aus Schwaben das ebenso ehrenvolle wie riskante Recht des Vorstreits und damit verknüpft das Privileg, den Träger der Reichssturmfahne zu stellen. Nach der „Kaiserchronik“ aus dem 12. Jahrhundert soll Karl der Große (747–814) dieses Recht seinem Schwager und Heerführer Gerold († 799) und dessen Nachfolgern als Anführer des schwäbischen Teils der Streitkräfte auf alle Zeiten verliehen haben. Als Anlass gilt Gerolds Tapferkeit bei Karls Italienfeldzug 773/774 gegen die Langobarden, wo er zum signifer regis (Fähnrich des Königs) erhoben wurde. Gerold diente damit als identitätsstiftende Persönlichkeit der schwäbischen Geschichte. In der mittelhochdeutschen Dichtung „Karl der Große“ des Strickers ist der schwäbische Graf der erklärte Liebling des Kaisers. In den Volkssagen wird Gerold vor allem als „Bannerträger Karls des Großen“ verherrlicht.

### Reichssturmfahne
Wer die Reichssturmfahne übereignet bekam und den Vorstritt anzuführen hatte, erhielt dazu die Grafschaft mit Burg und Stadt Grüningen, wo die an einer Lanze befestigte Fahne in Friedenszeiten aufbewahrt wurde. Einige Forscher wie Ludwig Friedrich Heyd bestätigen die Überlieferung, dass eine Linie des Württemberger Grafenhauses sich – wie stark hundert Jahre zuvor zwei Grafen Werner – in von Grüningen umbenannt hat, als sie das Reichssturmfahnlehen erst von den Staufern und dann von deren Gegenkönigen erhalten hatten. Nachdem König Rudolf von Habsburg ihnen das als erblich interpretierte Königslehen 1280 wieder abgenommen hatte, mussten sie den Namen schließlich ablegen und nannten sich künftig Grafen von Landau.
1336 ging die Reichssturmfahne mitsamt Grafschaft, Burg und Stadt Grüningen dann doch noch als Erblehen endgültig an die Grafen von Württemberg, die der damit verknüpften Funktion des Vorstritts nur anfangs nachkamen. Die Württemberger Grafen hielten nun zwar an ihrem etablierten Namen fest, schmückten sich jedoch bis ins 19. Jahrhundert mit der Fahne, integrierten sie ab 1495 in ihre Wappen und führten auch als Herzöge und Könige noch den Nebentitel Graf von Grüningen oder Graf zu Gröningen.

### Vorstreit zwischen Rhein und Weser
Der Vorstreit zwischen Rhein und Weser wurde von Heinrich IV. dem Grafen Konrad von Werl-Arnsberg verliehen. Das Recht blieb bis zum Ende der Grafschaft bei diesem Haus. Nach dem Übergang der Grafschaft Arnsberg an das Erzstift Köln vergab der Kölner Erzbischof das Recht an das Haus Nassau.